# Die Friedensliste
Die Friedensliste (FRIEDEN) war ein 1984 gegründetes Wahlbündnis in der Bundesrepublik Deutschland, das 1989 seine bundespolitischen Aktivitäten einstellte.

## Geschichte und Programmatik
Die Friedensliste wurde am 18. März 1984 in Bonn-Bad Godesberg als Sonstige Politische Vereinigung (SPV) gegründet. Am 7. Dezember 1984 folgte die Konstituierung in Nordrhein-Westfalen als Landespartei „Die Friedensliste NRW“.
Laut Angaben des Verfassungsschutzes war sie von der Deutschen Kommunistischen Partei (DKP) bzw. dieser nahestehenden Gruppierungen wie der Deutschen Friedensunion (DFU) dominiert. Die Theologin Uta Ranke-Heinemann und der Fußballer Ewald Lienen sowie Splittergruppen wie die Demokratischen Sozialisten arbeiteten in ihr mit. Die Partei wandte sich gegen die Umsetzung des NATO-Doppelbeschlusses. Des Weiteren trat man für eine Verständigung der beiden Machtblöcke des Kalten Krieges ein.
Die Friedensliste verstand sich selbst als Teil der Friedensbewegung. Diese Zuordnung war aber politisch und ideologisch umstritten. Andere Parteien stellten sie in Frage. Häufiger Kritikpunkt war die Nähe zur DKP. Versuche, über eine engere Zusammenarbeit mit der Friedensliste die Partei der Grünen näher an die DKP zu bringen, scheiterten.
Der Bundesvorstand beschloss nach einer Mitgliederumfrage bereits 1988, nicht mehr bei der Wahl zum Europäischen Parlament von 1989 zu kandidieren. Ab 1989 mit dem personellen und finanziellen Niedergang der DKP nach dem Ende der Finanzierung durch die SED trat die Friedensliste nicht mehr in Erscheinung.

## Parteivorstand
Sprecher des Bundesvorstandes der Friedensliste waren ab 1984 Uwe Knickrehm und Horst Trapp. Von 1984 bis 1986 füllten ferner Mechtild Jansen, Manfred Coppik und Hans Mausbach dieses Amt aus, ab 1986 traten Hans-Wilhelm Confurius, Helga Genrich und Karl-Heinz Hansen an ihre Stelle.

## Wahlen
Die Friedensliste trat als Sonstige Politische Vereinigung (SPV) bei der Europawahl in Deutschland 1984 an und erreichte 1,3 Prozent. Bei der Landtagswahl in Nordrhein-Westfalen 1985 kam sie auf 0,7 Prozent. Bei der Bundestagswahl von 1987 kandidierte sie in 245 von 248 Wahlkreisen mit Direktkandidaten, die rechtlich gesehen als Einzelbewerber oder Vertreter von Wählergruppen firmierten. Sie erzielten 0,5 Prozent der Erststimmen. Landeslisten wurden nicht aufgestellt, stattdessen wurde zur Wahl von SPD und Grünen mit der Zweitstimme aufgerufen.
Ansonsten kandidierte sie in Einzelfällen auch bei Landtags- und Kommunalwahlen.

### Kandidaten
- Wahlbewerber bei der Europawahl 1984 waren u. a.: Claus Bantzer, Emil Carlebach, Frank Deppe, Gisela Elsner, Donata Höffer-Friedländer, Jörg Huffschmid, Gerhard Kade, Dietrich Kittner, Hans Jürgen Krysmanski, Reinhard Kühnl, Richard Scheringer.[4]
- Bei der Landtagswahl 1985 in NRW stand u. a. der damalige Fußballspieler Ewald Lienen für die Friedensliste auf der Kandidatenliste.[5]
- Bei der Bundestagswahl 1987 kandidierten u. a.: Matthias Gatzemeier, August Kühn, Guido Zingerl.

## Veröffentlichungen
- Die Friedensliste: Abrüsten – das Programm für die Zukunft: Positionen zur Bundestagswahl 1987. Bonn 1986 (57 S.).

## Referenzen
- Verfassungsschutzberichte des Bundesministers des Innern, 1984, S. 37, 48, 69, 75/6 (und folgende Jahrgänge).
- Verfassungsschutzberichte des Landes NRW, 1985–1988.
- Peter Schindler: Datenhandbuch zur Geschichte des Deutschen Bundestages 1949 bis 1999. Band I, Nomos, Baden-Baden 1999, S. 110f.: Die Friedensliste (FRIEDEN).